# DU Водолея
DU Водолея (лат. DU Aquarii) — одиночная звезда в созвездии Водолея на расстоянии приблизительно 1569 световых лет (около 481 парсека) от Солнца. Видимая звёздная величина звезды — +13,21m.

## Характеристики
DU Водолея — жёлтая звезда спектрального класса G. Эффективная температура — около 5761 К.